# Targoszyn

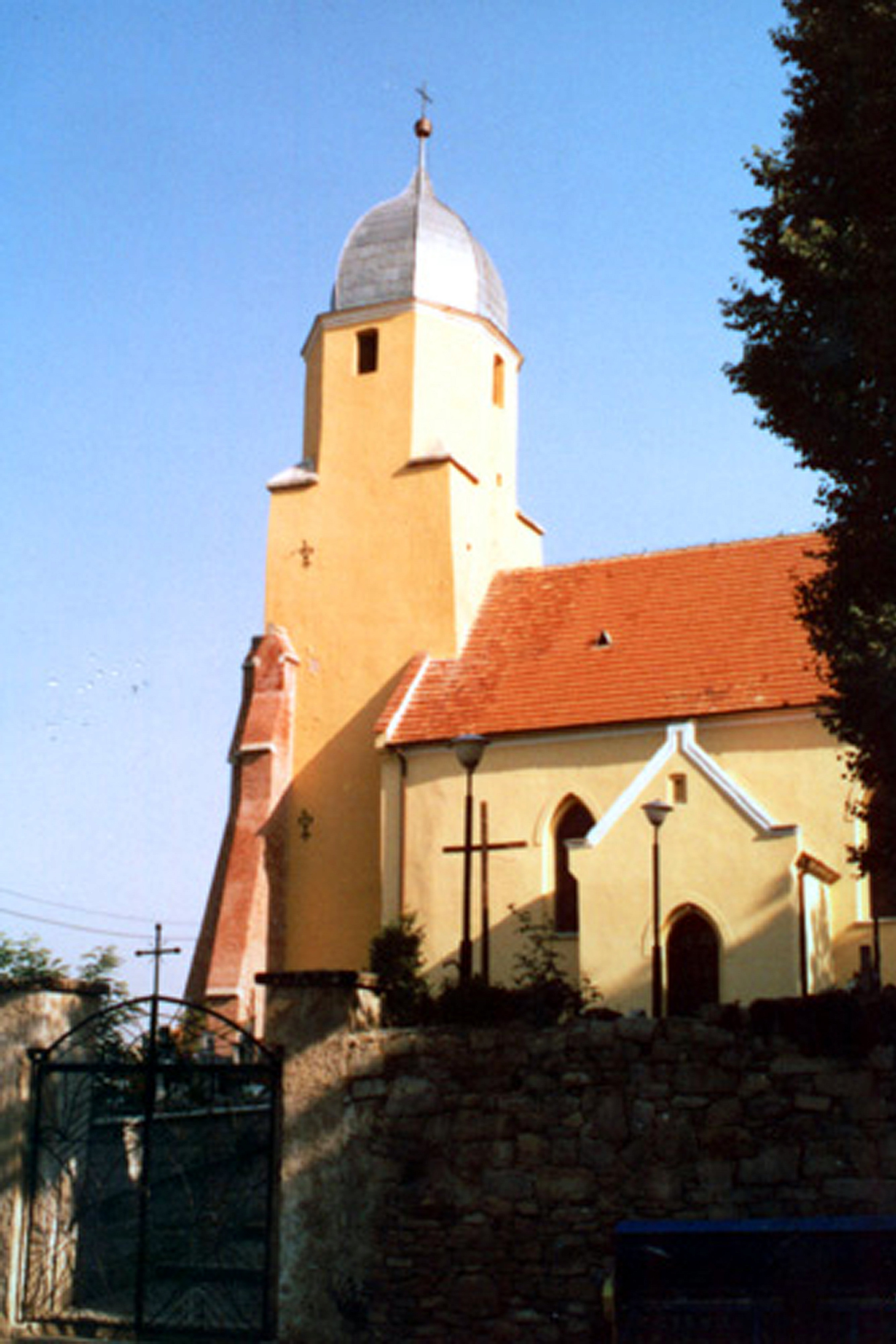
Kościół pw. św. Jadwigi

Targoszyn (niem. Bersdorf) – wieś w Polsce położona w województwie dolnośląskim, w powiecie jaworskim, w gminie Mściwojów.

## Podział administracyjny
W latach 1975–1998 miejscowość administracyjnie należała do województwa legnickiego.

## Historia
Pierwsze wzmianki o Targoszynie pojawiają się w 1335 roku, kiedy to ziemiami jaworskimi rządził książę Henryk I. Po przejęciu Księstwa Jaworskiego przez Bolka II Małego osada znalazła się w środkowej części Księstwa Świdnicko-Jaworskiego, lecz w pobliżu granicy z Księstwem Legnickim. W czasach niemieckich wieś nazywała się Bersdorf. Obecna nazwa została administracyjnie zatwierdzona 12 listopada 1946 roku.

## Zabytki
Do wojewódzkiego rejestru zabytków wpisane są obiekty:

### Kościół pw. św. Jadwigi
- kościół filialny pw. św. Jadwigi, z XV/XVI w., przebudowany w XVIII w.

Historia kościoła związana jest silnie z historią Dolnego Śląska. W zależności od władz administracyjnych zmieniała się religia głoszona w świątyni; za panowania Habsburgów – katolicka, a po 1770 roku – ewangelicka. Pierwsze wzmianki o kościele pochodzą z XIV wieku. Obecna, późnogotycka forma wzniesiona została na przełomie XV i XVI wieku; z tego okresu pochodzi m.in. południowy, profilowany portal, stanowiący wejście do nawy. W XVIII wieku dokonano rozbudowy kościoła i zamontowano istniejący do dziś brązowy dzwon z warsztatu Christiana Demningera.
Szafowy ołtarz składa się z rzeźbionej, nieruchomej części środkowej oraz dwóch ruchomych skrzydeł, ozdobionych rzeźbą na awersie i malowidłami na rewersie; kompozycja tych ostatnich oparta jest na takim samym schemacie i zawiera po dwie sceny na każdym skrzydle. Został wykonany z drewna polichromowanego, a następnie pozłocony. Zastosowano ograniczoną gamę barwną – ciepłe kolory to czerwień i brąz, a chłodne – błękit, lazuryt miedziowy, zieleń miedziowa czasem złamana szarością, czerń, szarość oraz biel ołowiana. Część centralną wypełnia scena przedstawiająca Najświętszą Maryję Pannę z Dzieciątkiem, stojącą pomiędzy św. Anną i św. Martą. Na awersach skrzydeł wyrzeźbiono wizerunki dwunastu świętych.
- cmentarz przykościelny
- cmentarz komunalny z 1905 r.

### Zespół pałacowo-parkowy z XIX/XX w.
- pałac
- oficyna mieszkalna
- dwie oficyny gospodarcze
- park krajobrazowy założony w 1879 roku

Przypałacowy park powstał według projektu Eduarda Petzolda dla Ullricha von Richtofena. Był przekształcany na przełomie XIX i XX wieku oraz po II wojnie światowej.